# Elogium
Un elogium (latino, plurale: elogia) era un'iscrizione in onore di un defunto, apposta su tombe, immagini ancestrali e statue in età romana.
Gli elogia sono talvolta sinonimi dei tituli, iscrizioni identificative sulle immagini in cera degli antenati defunti che venivano esposte nell'atrio delle domus delle famiglie nobili, ma sono più brevi della laudatio funebris, l'orazione funebre. In origine, il testo era solitamente scritto in saturni, ma in seguito poteva essere in esametri, esametri giambici, distici o in prosa. Caratteristica dell'elogium è il caso nominativo utilizzato per il nome del defunto e non, come accadrà più tardi nella letteratura funeraria, il dativo.
Nel periodo imperiale, l'elogium divenne un genere letterario: testi furono raccolti da Marco Terenzio Varrone e Tito Pomponio Attico, e la composizione di elogia riguardanti defunti famosi divenne un popolare esercizio retorico. Si dice che gli elogia sulle statue del Tempio di Marte Ultore nel Foro di Augusto siano stati scritti da Augusto stesso.

## Etimologia
L'origine della parola ēlŏgium è molto discussa. Potrebbe derivare dal verbo latino eligere ("selezionare"); in questo caso quindi un elogium sarebbe una "selezione" dai documenti dell'archivio di famiglia; altri propendono per altre origini: da eloquium; dalla radice rag "raccogliere, leggere", avrebbe il significato "detto, aforisma"; da una radice lag (legere) in questo caso il significato sarebbe stato "detto, lode, pensiero". Un'altra ipotesi è che si tratti di un prestito dal greco ἐλεγεῖον, originariamente un epigramma distico, o da εὐλογία, il che spiegherebbe la grafia alternativa eulogium. La parola, che originariamente significava "lode", durante l'età imperiale ha assunto il significato aggiuntivo di "frase concisa", come nei casi dell'esposizione dei fatti da parte della polizia, la sentenza di un tribunale penale, o la breve descrizione di una malattia. I più antichi usi della parola in letteratura si trovano in Plauto e in Catone, e seguono modelli greci.